# Romeo și Julieta
Romeo și Julieta este o tragedie scrisă de William Shakespeare despre soarta a doi îndrăgostiți care luptă împotriva prejudecăților sociale, a urii între familii, a ambiției vanitoase și a destinului. Tragedia celor doi adolescenți, fatal îndrăgostiți unul de altul, este probabil cea mai cunoscută piesă a Bardului, unul dintre succesele sale timpurii, fiind considerată cea mai tipică poveste de dragoste a Renașterii.

## Personaje principale
- Prințul Escalus, domnitorul orașului Verona
- Paris, tânăr nobil
- Montague și Capulet, capii celor două familii dușmane
- Lady Montague, soția lui Montague
- Lady Capulet, soția lui Capulet
- Romeo, feciorul lui Montague
- Julieta, fiica lui Capulet
- Mercutio, prietenul lui Romeo
- Benvolio, nepotul lui Montague, prietenul lui Romeo
- Tybalt, nepotul lui Lady Capulet
- Lorenzo și Ioan, călugări franciscani
- Balthazar, slujitorul lui Romeo
- Sampson și Gregory, slujitorii lui Capulet
- Doica Julietei

## Descrierea acțiunii

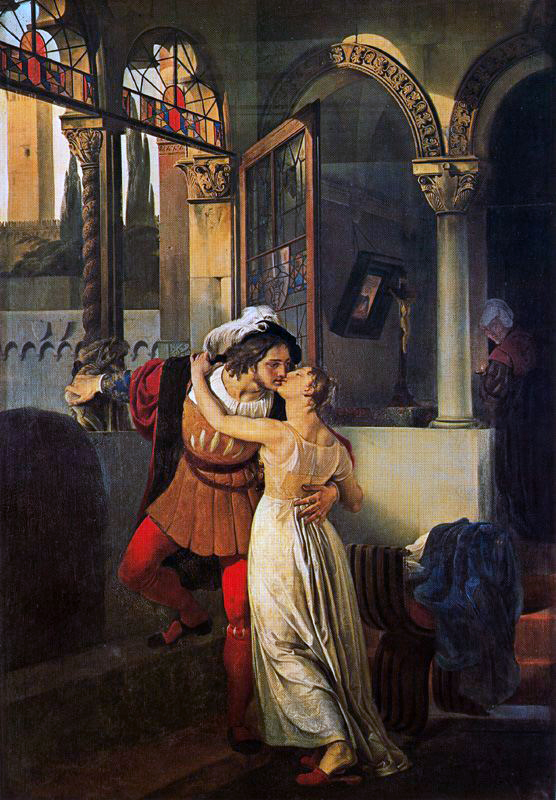
Ultimul sărut dat Julietei de Romeo pictură de Francesco Hayez

Piesa începe într-o piață publică din Verona unde Samson si Gregorio poartă discuții despre ura lor față de familile rivale. Aceștia încep să se lupte. Apoi își face apariția și Benvolio care încearcă să-i despartă, dar lupta continuă o dată ce vine și Tybalt. Toți aceștia au fost convinși să renunțe la conflict de către copiii celor două familii. Apoi Lady Montague întreabă de Romeo, iar Benvolio și Montague își fac planuri pentru a-l face să renunțe la iubirea care-l mistuie.
În scena a doua a actului 1, Paris îi spune lui Capulet că vrea să se însoare cu Julieta, dar acesta nu renunță ușor. Romeo află de la servitorul lui Capulet că va avea loc o petrecere la palat și se hotărăște să participe la aceasta. Julieta este anunțată de mama sa că Paris dorește să o ia în căsătorie, dar ea refuză. La petrecerea organizată de Capulet, Romeo alături de Mercutio si Benvolio își fac apariția. Purtând însă măști, Romeo reușește să vorbească cu aleasa inimii sale și chiar să o sărute. După acest moment, cei doi prieteni de care era însoțit Romeo, află ca acesta s-a strecurat în grădina Capuletilor pentru a vorbi cu Julieta. În urma acesteia, Romeo pleacă la părintele Lorenzo pentru a-l ruga să-i cunune pe cei doi îndrăgostiți.
Mai târziu, cei trei prieteni discută între ei, dar sunt întrerupți de doica Julietei care vrea să se asigure că planurile lui Romeo sunt cât se poate de sincere. După ce află acest lucru, ea îi spune Julietei, care se duce la părintele Lorenzo pentru a se spovedi. Aici, ea se întâlnește cu alesul inimii sale cu care se și cunună.
Dupa aceasta, într-o piață publică are loc o confruntare cu spada între Romeo și Tybalt, iar Mercutio, încercând să-i despartă, este omorât de rivalul lui Romeo. În final, ucigașul îl provoacă din nou la duel pe Romeo, dar este omorât de acesta. Despre această întâmplare află prințul și Lady Capulet, care hotărăsc ca Romeo să plătească cu propria-i viață pentru faptele sale. Apoi are loc o discuție între doică și Julieta în care doica dezaprobă atitudinea pozitivă a fetei în privința „ucigașului” vărului ei Tybalt.
Între timp, Romeo se ascunde în chilia părintelui Lorenzo, dar este urmărit de doică până acolo. Aceasta îi dă un inel din partea Julietei și-i spune care îi este starea. Totodată, Capulet și Paris pun la cale căsătoria acestuia din urma cu Julieta. După toate acestea, Julieta vorbește cu mama sa despre planurile tatălui ei de a o căsători cu Paris. Tatăl său află și se ceartă cu ea. Între timp, doica încearcă să o convingă să se mărite cu nobilul, deoarece Romeo va muri sigur. După cearta cu părinții, Julieta se duce să se spovedească părintelui Lorenzo, care o sfătuiește să se mărite cu Paris miercuri, iar înainte de noaptea nunții să bea licoarea din sticluța pe care i-o va da el, care va da impresia că ea este moartă, dar ea se va trezi după 24 de ore.
În ziua nunții, în timp ce pregătirile erau în toi și toți membrii familiei împreună cu servitorii sunt ocupați, Julieta bea conținutul sticlei și este găsită de doică în pat, toți membrii familiei fiind anunțați, nunta nemaiputând avea loc. Romeo, anunțat de Balthazar că iubirea lui este moartă, cumpără de la un farmacist o sticlă de otravă și pleacă într-acolo. După înmormântarea Julietei în cavoul familiei, Romeo se bate cu Paris și-l omoară. Între timp, părintele Lorenzo încearcă să ajungă la timp pentru a-l vesti pe Romeo că totul este o înscenare, însă stând de vorbă cu Balthazar, ajunge prea târziu și-l găsește pe băiat întins la podea, otrăvit. Julieta se trezește și, văzându-l pe Romeo întins și nemișcat, se sinucide cu pumnalul iubitului ei. Toți membrii ambelor familii descoperă corpurile neînsuflețite și află de la Lorenzo tot ce s-a întâmplat. În final, cele două familii se împacă ajungând la concluzia că ura lor a dus la moartea lui Romeo și a Julietei. Piesa se termină cu o elegie pentru îndrăgostiți: "Pentru că nu a fost niciodată o poveste de mai mult vai/Decât cea Julietei și al ei Romeo."

## Teatru radiofonic
- 1986 - Traducerea: Ștefan Octavian Iosif. Adaptarea radiofonică și regia artistică: Dan Puican. În distribuție: Adrian Pintea, Mariana Buruiană, Silviu Stănculescu, Mircea Albulescu, George Constantin, Gheorghe Cozorici, Alexandru Repan, Adla Mărculescu, Lili Nica Dumitrescu, Ileana Stana Ionescu, Florian Pittiș, Dan Condurache, Petre Lupu, Șerban Cellea, Adrian Georgescu, Radu Panamarenco, Candid Stoica, Dumitru Chesa, Sorin Gheorghiu, Nicolae Călugărița. Regia de studio: Rodica Leu. Regia muzicală: Timuș Alexandrescu. Regia tehnică: Vasile Manta.[2]